# Герб Сапожка (Рязанская область)
Герб «муниципального образования — Сапожковское городское поселение» Сапожковского района Рязанской области Российской Федерации.
Герб утверждён решением Совета депутатов Сапожковского городского поселения от 26 декабря 2012 года.
Герб внесён в Государственный геральдический регистр под регистрационным номером 8316.

## Описание герба
«В лазоревом поле — золотой, с червлёным вооружением, сидящий со сложенными крыльями ястреб; в золотой левой вольной части со скруглённым углом — старинная зелёная княжеская шапка с чёрной собольей опушкой, над которой золотое украшение („городок“) с червлёным самоцветным камнем».

## Описание символики и история герба

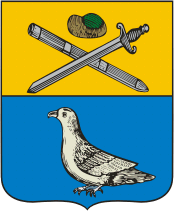
Исторический герб Сапожка (1779 год)

Исторический герб Сапожка был Высочайше утверждён 29 мая (9 июня) 1779 года императрицей Екатериной II вместе с другими гербами городов Рязанского наместничества (ПСЗРИ, 1779, Закон № 14884). В приложении к Закону № 14884 «Рисунки гербов Рязанского наместничества» рукописно указана более ранняя дата Высочайшего утверждения герба — 29 марта (9 апреля) 1779 года. Вероятнее всего, ранняя дата — ошибка, которая появилась в приложении «Полного собрания законов Российской империи» в 1843 году при составлении специального тома с литографированными изображениями всех городских и губернских гербов.
Подлинное описание герба Сапожка гласило:

«В 1-й части щита, в золотом поле, часть герба Рязанского: „серебряной мечъ и ножны, положенные на крестъ, надъ ними зеленая шапка, какова на Князѣ въ Намѣстническомъ гербѣ“.

Во 2-й части щита въ голубомъ полѣ сидящій ястребъ, взнесеніе онаго въ гербъ подало причину то, что въ окружности сего города никакихъ другихъ птицъ, кромѣ ястребовъ, нѣтъ».
Герб Сапожка был составлен в Герольдмейстерской конторе под руководством герольдмейстера статского советника А. А. Волкова.Судя по рисунку исторического герба, художник герольдии изобразил ястреба несколько вольно, больше похожего на голубя.

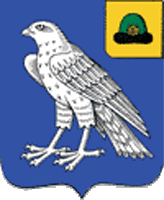
Герб Сапожковского района (1997 года)

В 1862 году, в период геральдической реформы Кёне, был разработан проект нового герба уездного города Сапожка Рязанской губернии (официально не утверждён):
«В лазоревом щите серебряный сидящий ястреб. В вольной части герб Рязанской губернии. Щит увенчан серебряной стенчатой короной и окружён золотыми колосьями, соединёнными Александровской лентой».
В советский период исторический герб Сапожка в официальных документах не использовался.
10 сентября 1997 года был утверждён герб Сапожковского района, созданный М. Шелковенко на основе исторического герба города: «Герб изображен в форме щита — в голубом поле сидящий ястреб, который указывает на изобилие ястреба в крае. В вольной части — в золотом поле изображена зелёная княжеская шапка, отороченная черным мехом, над которым прикреплено золотое украшение „городок“, как на князе в областном гербе. Вольная часть помещена в правом углу от зрителя и обозначает принадлежность к субъекту Российской Федерации — Рязанской области».
28 мая 2009 года Решением Совета МО «Сапожковское городское поселение» № 25 был утверждён герб Сапожковского городского поселения. За основу герба Сапожковского городского поселения был взят исторический герб от 29 мая 1779 года. Согласно тексту Положения герб имел следующее описание: «Герб Сапожковского городского поселения изображает геральдический щит, разделённый на две равные части (верхнюю и нижнюю) горизонтальной чертой. В верхней части герба Сапожковского городского поселения на золочёном фоне изображены серебряный меч и ножны, положенные накрест, над ними — шапка зелёная, обложенная соболями. В нижней части герба на голубом фоне изображён сидящий ястреб».
26 декабря 2012 года был утверждён новый вариант герба Сапожковского городского поселения (ныне действующий). Герб был разработан художником М. К. Шелковенко и внесен в Государственный геральдический регистр РФ.

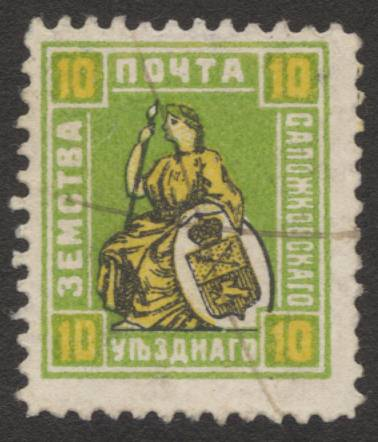
Герб Сапожка на земской марке Сапожковского уезда (1909 г.)

## Курьёзы герба на марках Земской почты
- На марках Сапожковской земской почты герб уездного города изображался достаточно вольно. Так, например, на марке 1870 года герб изображался под императорской короной, а меч и ножны из рязанского герба в верхней половине щита были заменены на копьё и древко со знаменем. На земской марке 1909 года — в верхней части щита вместо меча и ножен были размещены стрела и древко со знаменем, княжеская шапка отсутствует, в нижней части герба ястреб почему-то изображён в полёте, а не сидящим на земле.